# Los Palanquines
Bajo de los Palanquines también conocida como Isla Los Palanquines es el nombre que recibe una formación insular en las Antillas Menores del tipo Mogote que se encuentra ubicada al norte de la Isla La Tortuga, en el Mar Caribe de Venezuela, al oeste de Punta de Ranchos y los cayos del mismo nombre, y al este de Cayo Herradura. Administrativamente hace parte de las Dependencias Federales, específicamente vinculadas a la Isla de La Tortuga junto con otros cayos menores adyacentes. Se ubica en las coordenadas geográficas 10°59′18″N 65°20′05″O / 10.98833, -65.33472.